# Meščëra (popolazione)
I Meščëra (in russo мещёра) erano una popolazione finnica stanziata della Russia europea centrale.
Il primo testo che menziona il popolo dei Meščëra è un documento canonico chiamato Tolcovaja Paleja. Il loro nome sembrerebbe derivare da una corruzione di machjar, la denominazione che essi stessi si davano; questo termine potrebbe derivare dal mari mezh (lana), oppure dal baltico mezh (foresta), mentre esistono anche teorie che collegano il termine machjar con magiari (anch'essi popolo ugro-finnico).
Erano stanziati lungo il medio corso del fiume Oka, fra la foce della Pronja e la foce della Mokša; il loro territorio confinava con quello delle popolazioni murom, merja, mari e mordvini. 
I Meščëra praticavano l'agricoltura, nonostante le sfavorevoli condizioni pedologiche e climatiche, coltivando cereali, lino e legumi in piccoli campi strappati alla foresta di conifere; oltre all'attività agricola, i Meščëra praticavano l'allevamento di maiali, cavalli, bovini e pecore, oltre che l'apicoltura. Molto sviluppati erano l'artigianato e il susseguente commercio, esercitato lungo le importanti arterie fluviali che passavano nella regione.
I Meščëra entrarono in contatto, a partire dal IX secolo, con le popolazioni slave orientali della Rus' di Kiev nel corso della loro espansione; dopo un breve lasso di tempo, le due popolazioni cominciarono a fondersi gradatamente. Diversamente da altre popolazioni finniche della zona (Merja e Murom), tuttavia, i Meščëra riuscirono a sopravvivere più a lungo alla slavizzazione. A partire dal 1239 anche i Meščëra subirono la pesante influenza dei mongoli, che fondarono uno stato misto mongolo-meščëro che costituiva uno dei confini del principato di Mosca. Apparentemente, entro il XVII secolo il linguaggio dei Meščëra era scomparso; alla fine del XIX secolo, sopravvivevano circa 60.000 meščëra nel territorio delle oblast' di Rjazan', Penza e Tambov, ormai completamente acculturati ai costumi russi.